# Elipsion
Elipsion je dům z let 2000–2002 u Slunečních jezer v Senci na ulici Rybářská 23.
Architektem je Ivan Matušík, s nímž spolupracovali Jozef Pavelčák, Ján Bustin a František Šuppa. Investorem byli Xénia a Martin Lettrichovi. Dodavatelem stavby byly firmy Montzvar Stará Ľubovňa a Dachstav Malacky.

## Idea
Celková koncepce domu prozrazuje inspiraci designem letadla či lodě. Jejich funkčnost determinuje i estetiku. Úzkou spjatost se slovenskou lidovou architekturou prozrazuje půdorys domu a čistě vybílený interiér.

## Konstrukce
Úzká parcela poblíž Slunečních jezer předurčila jednotraktovou koncepci domu. Konstrukční základ domu vytvořilo sedm nosných eliptických žeber z ocelového T profilu, které v sobě integrují do jednoho stavebního korpusu všechny horizontální i vertikální konstrukce. Obal domu sestává z podélných a příčných fošen s tepelnou izolací a z dvouplášťové dřevěné skořápky. Obě čela elipsovitého segmentu jsou zasklena a z vnější strany ukončena plátěnou výplní. Část vnitřních prostor je oddělená transparentními dělicími posuvnými stěnami.

## Interiér
Do interiéru se vstupuje z východní strany, přes zádveří a zasklené dveře se lze dostat přímo do společenské části domu. Oproti vstupu je umístěno wc a prostor pro kotel, který vytápí pomocí podlahového topení celý objekt. Všechny povrchy stěn pokrývá bílá tapeta na bázi plastu. Obývací pokoj s kuchyní a s jídelnou tvoří jeden prostor. Kuchyni tvoří jen spodní zásuvné kontejnerové skříňky. Po levé straně kuchyňské linky je malá spižírna, po pravé straně je průběžná chodba, kterou z vnější strany lemují skříňky. Společenskou část domu s krbem dělí od okolního prostředí zasklená stěna s výhledem na hlavní přístup k domu. Na západní straně domu se nachází terasa v létě zastřešená speciální textilií. Průběžná chodba vede kolem šatníku, koupelny (s vanou, umyvadlem, sprchovým koutem) a dětských pokojů, které jsou odděleny od chodby systémem posuvných dveří, do ložnice. Pracovna je situována na severovýchod. V celém domě je na ploše 100 m² jednotná kamenná dlažba ze spišského travertinu. Dům kromě zasklených vertikálních stěn s okolím "komunikuje" i prostřednictvím střešních oken.

## Ocenění
Dům získal v roce 2002 slovenskou Cenu Dušana Jurkoviče. V roce 2003 získal slovenskou cenu za architekturu CE∙ZA∙AR a byl nominován na evropskou Cenu Miese van der Rohe.